# Pimoa petita
Pimoa petita är en spindelart som beskrevs av Gustavo Hormiga 1994. Pimoa petita ingår i släktet Pimoa och familjen Pimoidae. Inga underarter finns listade i Catalogue of Life.